# Coniophora marmorata
Coniophora marmorata är en svampart som beskrevs av Desm. 1823. Coniophora marmorata ingår i släktet Coniophora och familjen Coniophoraceae.   Inga underarter finns listade i Catalogue of Life.